# Micropardalis
Micropardalis là một chi bướm đêm nguyên thủy, nhỏ, màu kim loại thuộc bộ Lepidoptera, trong họ Micropterigidae. Chi này trước đây thuộc phân chi Sabatinca.

## Các loài
- Micropardalis aurella (Hudson, 1918)
- Micropardalis doroxena (Meyrick, 1888)